# Salar de Arizaro
Salar de Arizaro je solná pláň v severozápadní Argentině. S rozlohou okolo 1600 m² je šestou největší solnou plání na světě. Nachází se na náhorní plošině Puna de Atacama v nadmořské výšce 3460 m, nedaleko obce Tolar Grande v provincii Salta. 
Salar de Arizaro je pozůstatkem jezera, které v důsledku vrásnění And před deseti miliony let přišlo o přítoky a vyschlo. V oblasti se těží železo, měď a onyx. Vede tudy vysokohorská železniční trať Salta–Antofagasta a nedaleko leží opuštěné důlní město Mina La Casualidad.
Charakteristickou dominantou pláně je vulkanický kužel Cono de Arita, vystupující 122 metrů nad okolní terén. Pro svůj pravidelný tvar a kontrast pískovcové skály proti bílé solné krustě je kopec populární turistickou atrakcí.
Název pláně pochází z jazyka domorodých Atacamů, v němž haâri ara znamená „hejno kondorů“. Vede přes ni totiž cesta, po níž se převáděl dobytek do Chile, kondoři slétající se na mršiny uhynulých kusů dali místu jméno.